# Kilstett
Kilstett je občina v departmaju Bas-Rhin francoske regije Alzacija.
Leta 2010 je v občini živelo 2.357 oseb oz. 342 oseb/km².